# Лето. Пляж. Кино
«Лето. Пляж. Кино» (англ. Teen Beach Movie) — американский музыкальный комедийный фильм телеканала Disney Channel режиссёра Джеффри Хорнадэйя. Фильм вышел в эфир в Северной Америке 19 июля 2013 года, 30 июля появился на DVD.
26 июня 2015 года вышло продолжение «Лето. Пляж 2».

## Сюжет
Брейди и Мак катаются на сёрфинге недалеко от хижины деда Маккензи. Когда они возвращаются домой, то застают того за просмотром классического пляжного фильма 1962 года «Волнующая история» (англ. Wet Side Story — аллюзия на фильм «West Side Story (1961)»; wet — мокрый). Суть сюжета там состоит в следующем: есть две враждующие банды байкеров и сёрферов, которые воюют за пляжное кафе, но все свои конфликты разрешают при помощи танцев. При этом сёрфингист и байкерша тайно любят друг друга и пытаются примирить свои банды. Ещё там есть сумасшедший учёный, который живёт на маяке и при помощи своей машины погоды хочет прогнать обе эти банды с пляжа, чтобы на нём можно было построить отель. Брейди, как и дед МакКензи, просто обожает этот фильм. Мак наоборот совершенно этого не понимает, ведь в этом фильме всё ненатурально: девчонки катаются на досках лучше парней, у всех всегда сухие волосы, даже если герои выходят из воды и при этом все постоянно поют и танцуют. Неожиданно в пляжной хижине появляется тётя Мак Антуанетта, которая хочет завтра забрать Мак с собой в город для начала учёбы в элитной школе. Мак никогда не рассказывала об этом Брейди, поэтому для него это оглушительная новость. К тому же как раз именно завтра намечается шторм и будут большие волны, а это много значит для сёрферов.
На следующий день упаковав свои вещи Мак решает, что перед вылетом она ещё может позволить себе сбегать на пляж и успеть прокатиться на большой волне. Однако море очень неспокойно и волны становятся опасными, поэтому Брейди на водном мотоцикле отправляется подстраховать её. Их обоих накрывает огромной волной. Когда они всплывают оказывается, что небо чистое и море совершенно спокойно. Они выходят на берег, но он им не знаком. Тем не менее, на пляже есть какая-то странно одетая молодёжь, которая танцует и поёт. Теперь они начинают осознавать, что попали в тот старый фильм «Волнующая история». Брейди очень рад и не может удержаться, чтобы не принять участие в этом действе. Этого нельзя сказать о Мак, ведь она не любит этот фильм и к тому же ей нужно срочно в реальный мир, где её ждёт самолёт.
Уже вечером во время вечеринки в пляжном кафе Брейди и Мак случайно меняют сюжет фильма. По сюжету, во время исполнения песни, байкерша Лейла должна оступиться и упасть со сцены в руки сёрфера Таннера и тогда их взгляды встретятся. После этого банды должны их разделить и начинается танцевальная война. Мак же случайно отвлекает Таннера, а Брейди пришлось самому бежать и спасать Лейлу. Главные герои фильма не полюбили друг друга, то есть они полюбили, но не тех, кого нужно. Война не началась и сюжет перестал развиваться. Ситуация ухудшилась ещё и тем, что Мак и Брейди теперь сами начинают говорить песнями. Они понимают, что теперь их главная задача восстановить сюжет фильма. Брейди идёт тусоваться с Таннером и другими сёрферами в пляжное кафе, где они обсуждают девушек. Мак же идёт на пижамную вечеринку с Лейлой и другими байкершами, там она возмущается нравами 60-х. Ей не нравится, что девушки из этого времени слишком сильно зависят от парней и проявляют мало самостоятельности.
Через некоторое время под влиянием Брейди и Мак Лейла и Таннер наконец начинают проявлять симпатию друг к другу. Оказывается, что они не такие уж и разные, что Таннеру иногда хочется прокатиться на мотоцикле, а Лейле проехать по волнам. В этот момент злодеи похищают Брейди и Мак и приковывают к маяку. Сёрфер и байкерша подозревают что-то неладное и бегут за помощью к остальным. Банды объединяются и вместе направляются к маяку, поскольку на нём происходит какая-то подозрительная активность. Все вместе они освобождают Брейди и Мак и уничтожают машину погоды. Ход событий восстановлен. На небе появляются тучи и Брейди и Мак понимают, что это приходит их время, они прощаются со всеми и уходят в море, где их накрывает волна. Теперь они появляются в реальном мире ровно в тот момент, в который исчезли. Мак принимает решение не лететь в частную школу, а остаться здесь с Брейди и дедушкой.
После финальных титров, из воды, полностью промокшие, появляются некоторые члены банд байкеров и сёрферов из фильма. Они каким-то образом также смогли попасть в реальный мир. Местный панк даёт им мобильный телефон, поскольку считает, что они заблудились. Они с восторгом принимаются изучать эту диковинку.

## В ролях
- Росс Линч — Брейди
- Майя Митчелл — Мак МакКензи
- Грейс Фиппс — Лейла
- Гарретт Клейтон — Таннер
- Джон ДеЛюка — Бутчи
- Крисси Фит — Чичи
- Сьюзан Крайер — тётя Антуанетта
- Барри Боствик — дед МакКензи
- Кевин Чемберлин — доктор Фьюжн
- Стив Валентайн — Лес Камембер
- Джордан Фишер — Морской Кот
- Кент Бойд — Бандит
- Молли Грей — Джиглс

## Производство
Производство фильма было начато в январе 2012 года. Это третий фильм Disney Channel, снятый в Пуэрто-Рико, первыми двумя были «Программа защиты принцесс» и «Волшебники из Вэйверли Плэйс в кино». Оба фильма 2009 года и оба с Селеной Гомес. 28 марта 2012 года пуэрто-риканская пресса сообщила, что на острове уже идут съёмки. Пляж снимали в Фахардо, а все съёмки внутри помещений проходили в Баямоне. Указывается также, что в названии фильма первоначально должно было присутствовать слово «мюзикл». Это единственный фильм компании Disney Channel, выпущенный в 2013 году.
Во время премьерного показа перед начальными титрами было указано, что фильм посвящается звезде пляжных фильмов Аннетт Фуничелло (1942—2013).

## Приём
В целом фильм получил благоприятные отзывы от критиков. На сайте Rotten Tomatoes рейтинг свежести фильма 86 % на основе 7 рецензий, с другой стороны на сайте Metacritic оценка фильма 54 на основе 6 отзывов. Журнал Entertainment Weekly поставил фильму тройку, отметив, что создатели пытались переснять «Классный мюзикл» 2006 года и несколько номеров у них действительно удались, но в остальном было скучно. В Variety в свою очередь посетовали на не самый удачный, по их мнению, выбор актёров на главные роли

## Саундтрек
Саундтрек фильма включает десять оригинальных композиций, написанных в стилях сёрф-рок, motown R&B, рокабилли и поп-музыки.
Саундтрек был выпущен 15 июля 2013 года. Альбом стал четвёртым по продажам саундтреком в 2013 году в Соединенных Штатах с 407 000 проданных копий за год. Альбом достиг третьего места в чарте Billboard 200.